# 马里帕
马里帕是巴西巴拉那州的一个市镇。总面积283.802平方公里，总人口5698人，人口密度20.1人/平方公里。